# 番所橋
番所橋（ばんしょばし）は、東京都の小名木川にかかる橋である。東京都道477号亀戸葛西橋線（番所橋通り）を通す。北岸は江東区大島八丁目と九丁目を分かち、南岸は東砂二丁目である。

## 現在の橋の概要
- 構造形式：1径間鋼製桁
- 橋長：29.0m
- 開通：1960年

## 歴史
1946年に最初の橋が架けられた後、1960年に現橋に架け替えられ現在に至る。橋の完成前は、「草屋のわたし」があった。

## 参考
- 23番所橋 - 江東区の橋データ